# Quận của tỉnh Lozère
2 quận của tỉnh Lozère gồm:
1. Quận Florac, (quận lỵ: Florac) với 7 tổng và 50 xã. Dân số của quận này là 11.801 người năm 1990, 12.524 người năm 1999, tăng trưởng dân số là 6.13%.
2. Quận Mende, (tỉnh lỵ của tỉnh Lozère: Mende) với 18 tổng và 135 xã. Dân số của quận này là 61.024 người năm 1990, và 60.985 người năm 1999, tăng trưởng dân số là 0.06%.